# Teinobasis aurea
Teinobasis aurea là một loài chuồn chuồn kim trong họ Coenagrionidae.
Teinobasis aurea được Lieftinck miêu tả khoa học năm 1932.